# Wiseed
 (mars 2022).
La mise en forme du texte ne suit pas les recommandations de Wikipédia : il faut le « wikifier ».
Les points d'amélioration suivants sont les cas les plus fréquents :
- Les titres sont pré-formatés par le logiciel. Ils ne sont ni en capitales, ni en gras.
- Le texte ne doit pas être écrit en capitales (les noms de famille non plus), ni en gras, ni en italique, ni en « petit »…
- Le gras n'est utilisé que pour surligner le titre de l'article dans l'introduction, une seule fois.
- L'italique est rarement utilisé : mots en langue étrangère, titres d'œuvres, noms de bateaux, etc.
- Les citations ne sont pas en italique mais en corps de texte normal. Elles sont entourées par des guillemets français : « et ».
- Les listes à puces sont à éviter, des paragraphes rédigés étant largement préférés. Les tableaux sont à réserver à la présentation de données structurées (résultats, etc.).
- Les appels de note de bas de page (petits chiffres en exposant, introduits par l'outil «  Source ») sont à placer entre la fin de phrase et le point final[comme ça].
- Les liens internes (vers d'autres articles de Wikipédia) sont à choisir avec parcimonie. Créez des liens vers des articles approfondissant le sujet. Les termes génériques sans rapport avec le sujet sont à éviter, ainsi que les répétitions de liens vers un même terme.
- Les liens externes sont à placer uniquement dans une section « Liens externes », à la fin de l'article. Ces liens sont à choisir avec parcimonie suivant les règles définies. Si un lien sert de source à l'article, son insertion dans le texte est à faire par les notes de bas de page.
- La présentation des références doit suivre les conventions bibliographiques. Il est recommandé d'utiliser les modèles {{Ouvrage}}, {{Chapitre}}, {{Article}}, {{Lien web}} et/ou {{Bibliographie}}. Le mode d'édition visuel peut mettre en forme automatiquement les références.
- Insérer une infobox (cadre d'informations à droite) n'est pas obligatoire pour parachever la mise en page.

Pour une aide détaillée, merci de consulter Aide:Wikification.
Si vous pensez que ces points ont été résolus, vous pouvez retirer ce bandeau et améliorer la mise en forme d'un autre article.
Wiseed est une plateforme de financement participatif créée par Nicolas Sérès et Thierry Merquiol en 2008, basée à Toulouse et Paris. Il s’agit de la première plateforme qui, en France, propose de mobiliser la foule (crowdfunding en anglais) pour financer des entreprises.

## Historique
À sa création, les fondateurs font le constat que les start-ups, avec lesquelles ils travaillent alors, dans l’incubateur Midi-Pyrénées NUBBO, ont des difficultés pour lever des fonds. Ils proposent alors un nouveau type de financement aujourd’hui largement répandu : l’Equity crowdfunding.
Wiseed propose pour la première fois, en 2011, le financement de projets immobiliers en crowdfunding à sa communauté d’investisseurs.  Le premier projet porté par  Wiseed a été « Cœur de Balma » (Haute-Garonne,.
En 2012, une première sortie positive, dans l’entreprise Antabio, a permis aux 200 investisseurs de l’opération de récupérer leur mise avec un rendement de 44% sur 18 mois. La même année, les investisseurs dans le projet immobilier « Cœur de Balma » ont récupéré leur apport obligataire avec un rendement brut annuel de 10%.
À la suite des Assises de l’entreprenariat lancées sous la présidence de François Hollande et dirigées par Fleur Pellerin, alors Secrétaire d’État au numérique, une consultation publique sur le futur cadre juridique pour le financement participatif est lancée.
Wiseed a reçu en 2014 de l’Autorité des Marchés Financiers et de l’Autorité de Contrôle Prudentiel et de Résolution le statut de : Conseiller en Investissement Participatif (CIP), puis, en 2016, celui de Prestataire de Service d’Investissement (PSI), le plus haut niveau d’agrément du marché en France pour l’exercice de services d’investissement.
La société passe de 9 à 30 salariés en 2015 et fait partie des sociétés françaises ayant un taux de croissance les plus élevés : +805%. L’année suivante de nouveaux secteurs sont explorés avec le financement des énergies renouvelables, de start-ups spécialisées dans la greentech et de l’agroforesterie. Stéphanie Savel, présidente de  Wiseed jusqu’en 2019, figure dans le palmarès 2019 des femmes des énergies renouvelables du magazine GreenUnivers.
En 2019,  Wiseed a été reconnue parmi les meilleures plateformes de financement participatif en France par l’institut de la satisfaction client (ISAC) dans la catégorie « Services financiers & immobiliers ». Cette même année, sa gouvernance change et Nicolas Sérès, cofondateur, devient président du conseil d’administration. Mathilde Iclanzan, est nommée directrice générale adjointe.
Le décret paru en application de la Loi Pacte est publié le 30 octobre 2019 et permet de relever le plafond des projets financés par les plateformes de crowdfunding, désormais situé à 8M€, et d’élargir le PEA-PME à certains titres financiers intermédiés par des plateformes de crowdfunding tels que les titres participatifs ou les obligations à taux fixe.
En février 2021,  Wiseed adopte le statut d'entreprise à Mission, devenant la première plateforme de financement participatif à s’engager dans cette démarche.
En mars 2021, la plateforme lance  Wiseed Transitions, une filiale spécialisée dans le financement de projets et de start-ups du secteur de la transition énergétique (énergie renouvelable, efficacité énergétique, mobilité décarbonée, biomasse, etc.) et dont la direction générale est confiée à Jean-Marc Clerc.
En avril 2021,  Wiseed annonce la mise en place d’un outil de critères ESG pour l’évaluation de l’ensemble de ses projets et de ses activités internes.

## Chiffres clés
De 2008 à 2021,  Wiseed a collecté 264 M€ auprès de 155 000 investisseurs particuliers, qui ont permis de financer 610 projets, dont 153 start-ups et près de 400 projets immobiliers représentant plus de 10 000 lots[réf. nécessaire].